# Chung Hom Kok

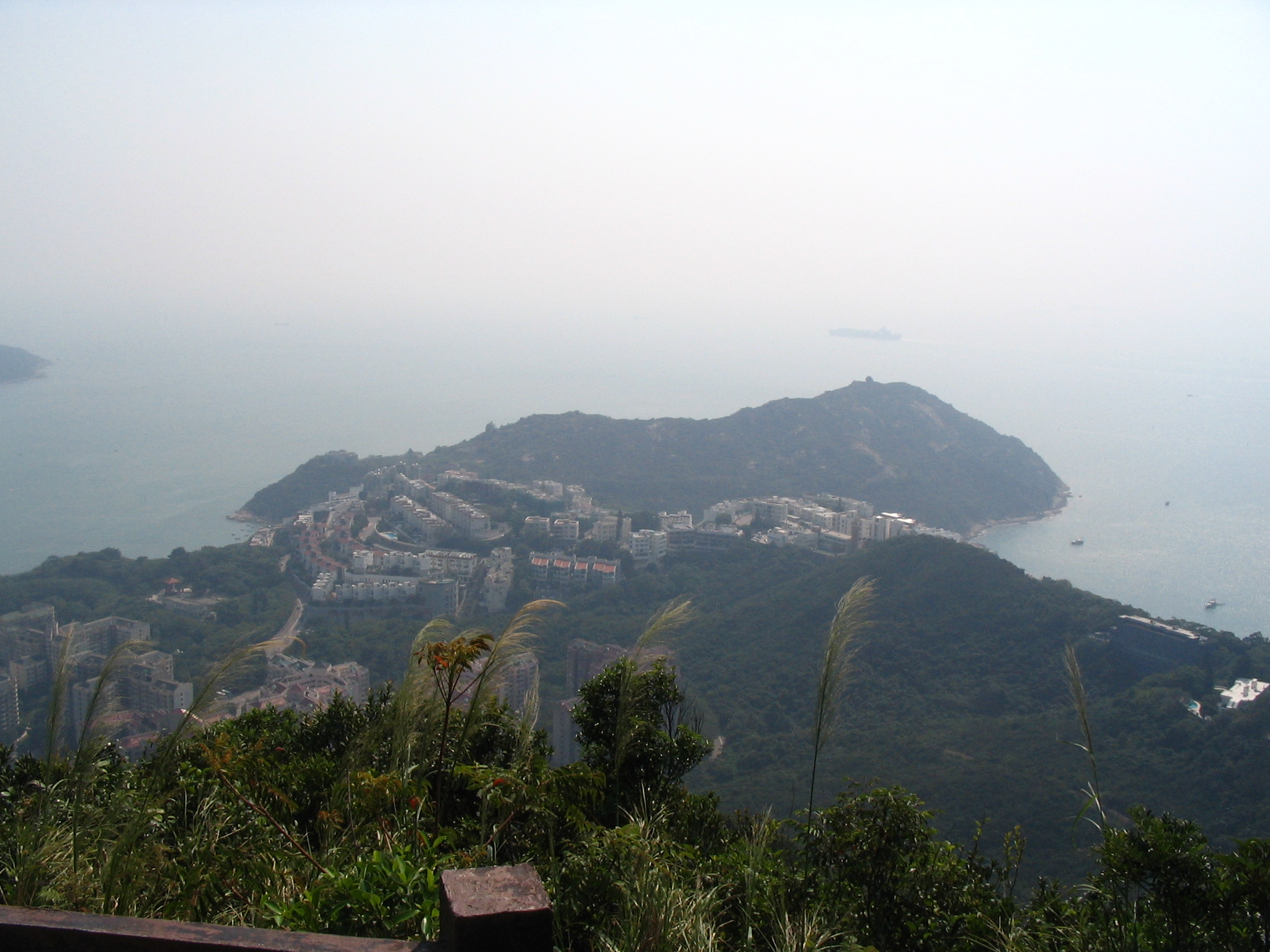
Ausblick vom Wilson Trail auf Chung Hom Kok.

Chung Hom Kok (chinesisch 舂坎角, Pinyin Chōngkǎn Jiǎo, Jyutping Zung1ham2gok3) ist ein Ort im Süden von Hong Kong Island in Hongkong. Chung Hom Kok bildet eine Halbinsel zwischen den beiden Buchten Chung Hom Wan im Westen und der Stanley Bay im Osten.
In der Bucht Chung Hom Wan gibt es den Badestrand Chung Hom Kok Beach. Landeinwärts grenzt ein Wohngebiet an die Ortschaft Stanley. Die eigentliche Halbinsel ist weitgehend unbewohnt, bis auf das Pflegeheim Cheshire Home im Südwesten, das 1961 eröffnet wurde.
Etwa von 1977 bis 1994 betrieb der britische Nachrichtendienst GCHQ auf der Halbinsel Abhöranlagen, die Teil des Echelon-Spionagenetzes waren. Bis zur Übergabe Hongkongs an die Volksrepublik China wurden die Anlagen vollständig zurückgebaut. An dem Standort befinden sich heute erneut Parabolantennen. Die Hongkonger Regierung verpachtet den Standort seit 2000 als Erdfunkstelle und Landungsstelle für Seekabel.